# Motoi Sakuraba
Motoi Sakuraba (桜庭 統, Sakuraba Motoi; 5 de agosto de 1965) é um músico japonês, que compôs músicas para vários jogos japoneses, séries de anime e dramas de televisão, além de ter sido o responsável por compor álbuns de rock progressivo.

## Biografia e carreira
Motoi Sakuraba nasceu na província de Akita, no Japão. Casado com Yuko Sakuraba, o casal tem uma filha, Mio Sakuraba.
Sakuraba surgiu na cena musical como compositor e tecladista da banda de rock progressivo Deja Vu, lançando, em 1988, o álbum Baroque In The Future. Mais tarde, a banda se separou, e Sakuraba lançou, em 1990, um álbum de rock progressivo em carreira solo, Gikyoku Onsou. Durante seu trabalho como compositor de músicas para videogames, ele continuou a produzir arranjos constantemente estendidos de suas composições.
No final de 1989, Sakuraba começou a trabalhar como compositor para a Wolf Team, subsidiária da Telenet Japan. Embora esta equipe tenha mais tarde se separado em várias outras, as amizades profissionais formadas nela resultaram em uma grande demanda às habilidades de composição musical de Sakuraba, como veremos a seguir:
- Em 1994, o ex-diretor e compositor da Wolf Team, Masaaki Uno, começou a trabalhar na Camelot Software Planning como coordenador e diretor da área de som, desenvolvendo títulos para a Sony, Sega e Nintendo. Sakuraba foi convocado para ser o compositor em vários títulos da Camelot, incluindo Mario Golf, Mario Tennis, e a série Golden Sun.
- Em 1995, a Wolf Team desenvolveu o grande sucesso Tales Of Phantasia para a Namco. Este e outros jogos da série Tales Of apresentam principalmente Sakuraba e seu colega da Wolf Team, o compositor Shinji Tamura, como compositores. (A exceção até o momento foi em Tales Of Legendia, que teve sua trilha sonora composta por Go Shiina.) Futuramente, os restantes da Wolf Team se juntaram à subsidiária da Namco Telenet, Namco Tales Studio, em 2003.
- Ainda em 1995, o ex-diretor e produtor da Wolf Team, Jun Asanuma, e o programador e escritor de Tales Of Phantasia, Yoshiharu Gotanda, fundaram, com apoio financeiro da Enix, a Tri-Ace. Os jogos Star Ocean e Valkyrie Profile foram as suas principais produções. Outra vez, Sakuraba foi o compositor de todos os jogos da companhia, exceto Radiata Stories, composto por Noriyuki Iwadare (que incluía arranjos de algumas faixas escolhidas por Sakuraba).
- Em 1999, o programador e projetista de efeitos sonoros de longa data de Sakuraba, Hiroya Hatsushiba, antigamente um membro da Wolf Team e da Tri-Ace, fundou a Tri-Crescendo. Enquanto contribuía continuamente com o trabalho sonoro aos jogos da Tri-Ace, a Tri-Crescendo começou o desenvolvimento de jogos em 2001. Ao lado da Monolith Soft, a Tri-Ace começou seu trabalho em Baten Kaitos; a Namco providenciou seu apoio financeiro. Hatsushiba (na posição de diretor e principal programador do projeto) novamente convocou Sakuraba para os serviços de composição das trilhas sonoras. Ele ainda foi chamado para compor para a sua seqüência (Baten Kaitos Origins) e Eternal Sonata.
- Em 2007, Sakuraba foi eleito para se juntar em uma longa lista de compositores de músicas de videogame para que contribuísse na composição da música de Super Smash Bros. Brawl. Ele foi escolhido para compor os arranjos do famoso tema do menu no seu predecessor, Super Smash Bros. Melee. Ele compôs os arranjos dos temas de Gourmet Race, Victory Road, e Airship em Super Mario Bros. 3.

Além de toda essa trajetória, Sakuraba é regularmente contratado para servir como compositor em outras mídias através de sua própria companhia, a TEAM Entertainment, fundada em 1999 para promover e licenciar o trabalho de artistas.
Em anos mais recentes, Sakuraba continuou a escrever música para os jogos em franquias com as quais ele já trabalhou, incluindo Star Ocean: The Last Hope, Golden Sun: Dark Dawn, Mario Tennis Open, Mario Golf: World Tour, e muitos jogos da série Tales, incluindo Hearts, Graces, Xillia, Xillia 2, Zestiria e Berseria. Ele também contribuiu para outros jogos bem conhecidos, como a série Dark Souls, Kid Icarus: Uprising e Phantasy Star Nova. Em 2014, ele foi selecionado para providenciar arranjos musicais para o sucessor de Brawl, Super Smash Bros. for Nintendo 3DS and Wii U. Para este título, Sakuraba arranjou "Theme from Area 6 / Missile Slipstream" de Star Fox 64 e Star Fox Command, "Battle! (Team Flare)" de Pokémon X and Y, e "The valedictory elegy" de Baten Kaitos Origins.
Além de tudo isso, Sakuraba continuou a criar álbuns solo, como "Forest of glass", "What's up?", and "Passage", bem como emprestar suas habilidades de performance e desempenho para muitos álbuns de arranjo de estilo doujin.

## Apresentações ao vivo
Em julho de 2003, Sakuraba se apresentou em um concerto ao vivo em Tóquio, Japão. Ele tocou interpretações em rock progressivo de trilhas sonoras dos jogos para Playstation, Star Ocean: The Second Story e Valkyrie Profile. Os companheiros de banda para esse concerto foram o baixista Atsushi Hasegawa (membro da banda Gerard) e o baterista Toshiko Nakamura. O concerto foi lançado em DVD e em CD; vários fãs de Sakuraba no mundo inteiro ficaram muito felizes em saber que o DVD era irrestrito para qualquer região.
Ao mesmo tempo em que eles se comprometiam com o concerto, Hasegawa e Nakamura auxiliavam na gravação de novo material para a nova versão de Star Ocean: Till The End Of Time.
No ano seguinte, o trio se apresentou em outro concerto. O local era menor, mas o repertório incluía, desta vez, músicas de Baten Kaitos e também algumas peças novas, não-relacionadas a qualquer jogo. Infelizmente, o concerto não foi gravado oficialmente.
Porém, em 2006, um novo concerto foi realizado em comemoração ao novo jogo da Tri-Ace, Valkyrie Profile: Silmeria. Este concerto foi gravado em CD.

## Estilo musical
Motoi Sakuraba toma o barroco e a melodia do rock progressivo japonês dos anos de 1980 e os expande com os seus próprios ritmos, complexos, compostos de flautas emocionais, do uso de corais masculinos e de alta reverberação. O lado mais leve de seu estilo é um cruzamento entre rock progressivo sinfônico, orquestral cinematográfico e música new age. Sakuraba também é conhecido por introduzir vários improvisos jazzísticos no seu estilo musical. Nos últimos anos, ele fez um grande esforço para expandir ainda mais o seu estilo.